# Bogádmindszent
Bogádmindszent is een plaats (község) en gemeente in het Hongaarse comitaat Baranya. Bogádmindszent telt 438 inwoners (2001).